# María Cristina Rodríguez Falcón
María Cristina Rodríguez Falcón   (Cehegín, 6 d'abril de 1834 - Cehegín, 1 de febrer de 1859) va ser una cantant i pianista espanyola.
Va néixer a Hellín el 6 d'abril de 1834. Les dades que es coneixen de l'artista és que va ser alumna avantatjada del pianista, organista i compositor Fernando Preciado, que va impartir-li cant i piano. Posteriorment es va casar amb qui va ser el seu mestre. Segons Baltasar Saldoni, va ser una artista notable malgrat ser afeccionada, atès que tocava peces de força dificultat, tant cantant com al piano. Sovint s'acompanyava ella mateixa cantant al piano algunes romances, i qualifica que ho feia amb gust i colorit. Va morir a la seva localitat natal l'1 de febrer de 1859, amb 24 anys.